# Loretta Napoleoni
Loretta Napoleoni (1955) es una economista, escritora, periodista y analista política italiana. Es experta en la financiación del terrorismo y reconocida internacionalmente por haber calculado el tamaño de la economía del terror.

## Vida
Napoleoni nació en Roma (Italia). Participó de forma activa en el movimiento feminista a mediados de los 70, estudió en el Paul H. Nitze School of Advanced International Studies (SAIS) en la Johns Hopkins University de Washington, D.C., y también estudió en la London School of Economics. Tiene una maestría en filosofía del terrorismo en la London School of Economics, un máster en relaciones internacionales por el SAIS, y un doctorado en Economía por la Universidad Sapienza de Roma.
Como economista Napoleoni trabajó en algunos bancos y organizaciones internacionales en Europa y Estados Unidos. A comienzos de los 80 trabajó en el Banco Nacional de Hungría en la conversión del florín húngaro a rublos.
Interesada en la financiación del terrorismo, Napoleoni aconsejó a algunos gobiernos en materia de contraterrorismo. Como presidente del grupo de lucha contra la financiación del terrorismo para el Club de Madrid, logró unir a los jefes de Estado de todo el mundo para crear una nueva estrategia para la lucha contra la financiación de las redes terroristas.
Loretta Napoleoni es miembro del comité científico de la Fundación Ideas para el Progreso, think tank vinculado al PSOE. Desde 2007 es directora del primer curso de periodismo de investigación en Italia.
Napoleoni vive en Londres y en Whitefish (Montana), con su marido e hijos. Investiga y escribe sobre terrorismo en la London School of Economics.

## Algunas publicaciones
Los escritos de Napoleoni aparecen regularmente en muchos periódicos y revistas europeos. Ha trabajado como corresponsal extranjero y columnista en algunos periódicos italianos de finanzas. Fue de las pocas personas en conseguir entrevistar a las Brigadas Rojas en Italia después de tres décadas de silencio.
Napoleoni ha escrito novelas, guías en italiano y ha traducido y editado libros sobre terrorismo. 
Loretta también escribe ocasionalmente artículos para periódicos como El País, bez.es, Le Monde y The Guardian.
La autora italiana es especialista en terrorismo islamista internacional, especialmente en lo que refiere a sus vínculos con el sistema financiero. Debido a ello ha viajado con asiduidad a países como Pakistán, Turquía, Irán y otros países de Oriente Próximo donde ha tenido la oportunidad de entrar en contacto con líderes políticos financieros de primer orden.

## Obra
- Traficantes de personas, 248 págs., ISBN 8449332486, ISBN 978-8449332487 (2016).
- El fénix islamista, 144 págs., ISBN 9788449331091 (2015).
- Democracia en venta, 224 págs., ISBN 9788449329029 (2013).
- 10 años que conmovieron al mundo, libro electrónico, ISBN 9788449327773 (2012).
- Maonomics: La amarga medicina china contra los escándalos de nuestra economía, 352 págs., ISBN 9788449325007 (2011).
- Garzón: La hora de la verdad, 304 págs., ISBN 9788493831691 (2011).
- La mordaza: Las verdaderas razones de la crisis, 192 págs., ISBN 9788449323874 (2010).
- Economía canalla, 304 págs., ISBN 9788449321252 (2008).
- Yihad. Como se financia el terrorismo en la nueva economía, 464 págs., ISBN 9788479535544 (2004).

(en inglés)
- Terror Incorporated: Tracing the Dollars Behind the Terror Networks (2005)
- Insurgent Iraq: Al-Zarqawi and the New Generation (2005)
- Terrorism and the Economy: How the War on Terror is Bankrupting the World (2010)

(en italiano)
- Dossier Baghdad, Roma, Newton & Compton, 1997. ISBN 88-8183-739-0
- La nuova economía del terrorismo, Milano, Marco Tropea, 2004. ISBN 88-438-0402-2
- Terrorismo S.p.A., Milano, Marco Tropea, 2005. ISBN 88-438-0577-0
- Al Zarqawi, Milano, Marco Tropea, 2006. ISBN 88-438-0581-9
- Economía canaglia. Il lato oscuro del nuovo ordine mondiale, Milano, il Saggiatore, 2008. ISBN 9788842814863 Ver síntesis aquí
- I numeri del terrore. Perché non dobbiamo avere paura, con Bee J. Ronald, Milano, il Saggiatore, 2008. ISBN 9788842815358
- La morsa. Le vere ragioni della crisi mondiale, Milano, Chiarelettere, 2009. ISBN 9788861900790
- Maonomics. L'amara medicina cinese contro gli scandali della nostra economía, Milano, Rizzoli, 2010. ISBN 9788817039932
- Il Contagio. Rizzoli, 2011
- Democrazia vendesi - Dalla crisi economíca a la política delle schede bianche, Rizzoli, 2013. ISBN 9788817063616